# Pentinga-Peulh
Ne doit pas être confondu avec Pentinga-Gourmantché.
Pentinga-Peulh est une commune rurale située dans le département de Tambaga de la province de la Tapoa dans la région de l'Est au Burkina Faso.

## Santé et éducation
Le centre de soins le plus proche de Pentinga-Peulh est le centre de santé et de promotion sociale (CSPS) de Tambaga.